# Суперкубок Сінгапуру з футболу 2008
Суперкубок Сінгапуру з футболу 2008  — 1-й розіграш турніру. Матч відбувся 17 лютого 2008 року між чемпіоном Сінгапуру клубом Збройні сили Сінгапуру та віце-чемпіоном Сінгапуру клубом Хоум Юнайтед.
| Володар Суперкубка Сінгапуру 2008   |
| ----------------------------------- |
|                                     |
| Збройні сили Сінгапуру Перший титул |

## Матч

### Деталі
| 17 лютого 2008 |

| Збройні сили Сінгапуру | 1:1 пен. 5:4 | Хоум Юнайтед |
| ---------------------- | ------------ | ------------ |
| Шаріфф 86' (пен.)      |              | Гол          |

| Джалан Бесар Стедіум, Сінгапур |